# Le avventure di Giacomo Casanova
Le avventure di Giacomo Casanova è un film del 1954 diretto da Steno.

## Trama
Alcántara, 1760: mentre nel piccolo paese spagnolo ai confini della frontiera francese fervono i preparativi di una grande festa, Giacomo Casanova, su cui pesa un mandato di cattura da parte del tribunale dell'Inquisizione, viene arrestato e rinchiuso in carcere. I soldati preposti alla sua guardia si impadroniscono del suo diario e cominciano a leggere il resoconto di mirabolanti avventure: amori fugaci e storie sentimentali vissute alcuni anni prima, sempre a costo di rischi enormi.
A Tivoli, ospitato da una nobile famiglia come precettore, mentre il barone Costanzi è a Roma per soccorrere la malata zia Elisabetta, si destreggia tra la baronessa Lucrezia, sua nipote Barbara, la cugina Angelica e la fantesca Bettina. Dopo un rapido passaggio a Corfù, dove seduce le quindici mogli di un emiro, arriva a Venezia; qui vince una scommessa con Luisa di Chatillon, viene rinchiuso nel Carcere dei Piombi, e ne evade il 31 ottobre 1756. Al matrimonio di Filippo e Fulvia si spaccia per un parente della sposa, dorme nella camera della coppia e, con uno stratagemma, resta solo con la donna. Arrivato in uno staterello tedesco, cambia nome in Carlo Fineschi e, fingendosi un moralista, entra nelle simpatie di Gertrude facendosi nominare Commissario della morale al Ministero della Difesa del Costume; anche in quella veste, seduce tutte le donne che incontra, ma quando arriva a conquistarla il suo gioco viene scoperto ed è costretto nuovamente a fuggire. Approfittando di una distrazione dei soldati, tenta un approccio con Dolores, figlia dell'albergatore Tosillo e promessa sposa del tenente Ramirez, ma è costretto a tornare sulla strada. Arrivato al confine con la Francia, oltre il quale c’è la salvezza, passa una ragazza su una carrozza, e decide di tornare indietro nonostante i richiami del valletto Le Duc, al quale seppur di malavoglia non resta che assecondarlo.

## Censura
Il film ebbe un lungo e travagliato iter censorio. Il 10 dicembre 1954 la commissione di revisione consente al film la distribuzione nelle sale col divieto di visione ai minori di 16 anni. Anche la commissione di autocensura dell'A.N.I.C.A., composta da Emilio Cecchi, Vincenzo Cardarelli, Silvio D'Amico e Panfilo Gentile approva la pellicola con voto unanime.
Il 1º marzo 1955 la stessa commissione, dopo le lamentele della curia vescovile di Padova, revoca la concessione dopo una revisione straordinaria da parte della commissione di revisione di II° grado, presieduta da Oscar Luigi Scalfaro, ritenendo il film "offensivo del pudore, della morale e del buon costume". Il film viene così ritirato dalle sale di tutta Italia.
In seguito al ricorso dei produttori al Consiglio di Stato, lamentando un eccesso di potere da parte degli organi governativi, e alla minaccia da parte della Unione Nazionale Produttori Film di non includere nei documentari e cinegiornali le riprese di cerimonie e avvenimenti ufficiali finché venisse adottata una definitiva chiarificazione in materia di censura cinematografica, la vicenda diventa di interesse pubblico. In una riunione datata 13 marzo, alla presenza di vari ministri e produttori cinematografici, il Presidente del Consiglio Mario Scelba espresse desiderio di visione della pellicola.
Con 8 tagli e l'aggiunta di 6 scene, il film viene riammesso alla circolazione il 14 aprile 1955.

## Critica
(Leo Pestelli su La Stampa del 30 gennaio 1955)